# Serdar Gökhan
Serdar Gökhan, nacido como Nusret Ersöz (15 de marzo de 1943, Mudurnu ), es un actor y pintor turco. Ha actuado en muchas películas y series de televisión en su carrera. Su primer papel protagónico fue Kadırgalı Ali. También ha trabajado como ilustrador de cómics.
Algunas de sus películas importantes fueron Gökçe Çiçek, Irmak (Lütfi Ömer Akad) y Kara Doğan (Yılmaz Duru).

## Filmografía
- Türkler Geliyor: Adaletin Kılıcı 2020
- Diriliş: Ertuğrul 2014 - Süleyman Şah
- Kurt Seyit ve Şura 2014
- Babalar ve Evlatlar Sezon 1 2012
- Fatmagül'ün Suçu Ne? Sezon 2 2011
- Kırmızı Işık Sezon 1 2008
- Elif Sezon 1 2008
- Hacivat Karagöz Neden Öldürüldü? 2006
- Pertev Bey'in Üç Kızı Sezon 1 2006
- Sev Kardeşim Sezon 1 2006
- Karaoğlan Sezon 1 2002
- Akşam Güneşi Sezon 1 1999
- Kanayan Yara - Bosna Mavi Karanlık 1994
- Kurdoğlu 3 / Bu Yola Baş Koyduk 1992
- Ahmet Hamdi Bey Ailesi Sezon 1 1991
- Polis Görev Başında 1990
- Av 1989
- Kanun Savaşçıları 1989
- Utanç Yılları 1987
- Yeniden Doğmak Sezon 1 1987
- Namusun Bedeli 1986
- Altın Kafes 1982
- Yıkılış 1978
- Meryem ve Oğulları 1977
- Mavi Mercedes 1977
- Şeref Yumruğu 1977
- Yuvanın Bekçileri 1977
- Analar Ölmez 1976
- Kan Kardeşler 1976
- Ölüme Yalnız Gidilir 1976
- Selam Dostum 1976
- Sevdalılar 1976
- Acı Severim Tatlı Döverim 1975
- Bu Osman Başka Osman 1975
- Kader Yolcuları 1975
- Cellat 1975
- Hesap Günü 1975
- İntihar 1975
- İsyan 1975
- Macera 1975
- Namıdiğer Çolak 1975
- Turhanoğlu 1975
- Yatık Emine 1974
- Bir Damla Kan Uğruna 1974
- Deli Ferhat 1974
- Dövüşe Dövüşe Öldüler 1974
- Karanlık Yıllar 1974
- Silahın Elinde Kardeş 1974
- Unutma Beni 1974
- Vur Be Ramazan 1974
- Beklenmeyen Adam 1973
- Dağ Kanunu 1973
- Hudutların Kartalı 1973
- İkibin Yılın Sevgilisi 1973
- İnsanlık Ölmedikçe 1973
- Kara Orkun 1973
- Kara Pençe'nin İntikamı 1973
- Kara Pençe 1973
- Kır Çiçeği 1973
- Kurt Yemini 1973
- Soğukkanlılar 1973
- Gurbetçiler 1973
- Vur Emri 1973
- Malkoçoğlu Kurt Bey 1972
- Acı Yudum 1972
- Akma Tuna / Estergon Kalesi 1972
- Dudaktan Dudağa Ölüm 1972
- Gökçeçiçek 1972
- Irmak 1972
- İstanbul Kabadayısı Kara Murat 1972
- Kara Doğan 1972
- Asya'nın Tek Atlısı Baybars 1971
- Kadırgalı Ali 1971
- Kızgın Topraklar 1970
- Sokak Kedisi 1969
- Dünyanın En Güzel Kadını 1968
- Affedilmeyen (film, 1966) 1966